# El Jeremías
El Jeremías és una pel·lícula de comèdia mexicana de 2015, dirigida per Anwar Safa. La pel·lícula és protagonitzada per Martín Castro com Jeremies, un nen superdotat, que, després d'aprendre que és un geni, lluita per triomfar a causa de la pobresa i la ignorància de la seva família.
La pel·lícula es va estrenar en el 30è Festival Internacional de Cinema a Guadalajara. La pel·lícula també va rebre nou nominacions en la LVIII edició dels Premis Ariel, incloent Millor Direcció per Safa i Millor Guió Original per a Ana Sofía Clerici. La pel·lícula va ser nomenada en la llista de finalistes per l'entrada de Mèxic al Oscar a la millor pel·lícula de parla no anglesa en la 89a edició dels Premis Óscar. La pel·lícula estrenada als Estats Units el 21 d'octubre de 2016.

## Sinopsi
Ambientada a Sonora, Mèxic, la pel·lícula conta la història de Jeremies Gómez (Martín Castro), un nen de vuit anys que descobreix que és un nen superdotat i inicia un viatge d'autodescobriment. Quan un psicòleg oportunista presa contacto amb Jeremies, se li obre un nou món d'experiències però a costa d'estar lluny de la família que mestressa. Gemegaire ha de triar entre aquest nou món emocionant però solitari en el qual es troba o tornar a casa amb la seva família.

## Repartiment
- Martín Castro - Jeremías Gómez
- Karem Momo - Margarita Sánchez
- Paulo Galindo - Onésimo
- Isela Vega - Herminia
- Marcela Sotomayor - Audelia
- Daniel Giménez Cacho - Dr. Federico Forni
- Eduardo MacGregor - Don Gelipe
- Jesús Ochoa - Don Enrique
- Gabriela Roel - Dra. Soto
- Juan Manuel Bernal - Ricardo Lecanda
- Gerardo Diego - Raúl
- Álvaro Peralta - Tomás
- Irvin Gonzalez - Primo 2
- Marcos Flores - Chamuco
- Luna Audrey Martínez Castillo - Petit Jeremías

## Premis i nominacions
| Premi                          | Categoria                  | Nominat                                   | Resultat  |
| LVIII edició dels Premis Ariel | Millor direcció            | Anwar Safa                                | Nominat   |
| LVIII edició dels Premis Ariel | Millor òpera prima         | Anwar Safa                                | Nominat   |
| LVIII edició dels Premis Ariel | Millor coactuació femenina | Isela Vega                                | Nominat   |
| LVIII edició dels Premis Ariel | Millor revelació masculina | Martín Castro                             | Guanyador |
| LVIII edició dels Premis Ariel | Millor revelació femenina  | Karem Momo                                | Nominat   |
| LVIII edició dels Premis Ariel | Millor guió original       | Ana Sofía Clerici                         | Nominat   |
| LVIII edició dels Premis Ariel | Millor direcció artística  | Bárbara Enríquez                          | Nominat   |
| LVIII edició dels Premis Ariel | Millor maquillatge         | Nayeli Mora                               | Nominat   |
| LVIII edició dels Premis Ariel | Millors efectes visuals    | Raúl Prado, Edgar Piña i Juan Carlos Lepe | Nominat   |